# بهترین جهان‌های ممکن

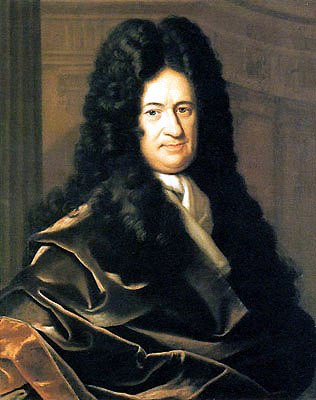
گوتفرید لایب نیتس، فیلسوفی که عبارت"بهترین جهان ممکن را در کتابش در سال ۱۷۱۰ یعنی تئودیسه (عدل الهی) رایج کرد.

عبارت «بهترین جهان ممکن» (فرانسوی: le meilleur des mondes possibles‎; آلمانی: Die beste aller möglichen Welten) توسط فیلسوف آلمانی گوتفرید لایب نیتس در اثرش در سال ۱۷۱۰ رسالهٔ عدل الهی دربارهٔ خیر خدا، آزادی انسان و منشأ شر رایج شد. این مدعا که جهان کنونی بهترین جهان ممکن است، مهم‌ترین برهان در عدل الهی لایب نیتز است و وی این گونه تلاش می‌کند تا مشکل شر را حل کند.

## مشکل شر
از بین علائق و دغدغه‌های فلسفی، لایب نیتس توجه‌اش را به پرسش از عدل معطوف کرد: اگر خداوند خیرخواه مطلق، قادر مطلق و عالم مطلق است، آنگاه چگونه می‌توان رنج و بی‌عدالتی را که در این جهان وجود دارد تبیین و توجیه کرد؟ از نظر تاریخی برای پاسخ به این سؤال، استدلال‌های گوناگونی شکل گرفته است. به طور مثال برخی استدلال‌ها شر را نادیده گرفته‌اند و برخی شر و خیر را با هم آشتی داده‌اند.
لایب نیتس به عنوان یک مسیحی، تمام قابلیت‌های خداوند را به کار می‌زند تا نظریه جهان کامل‌اش را بیان کند. در کتاب «منادشناسی»، استدلال وی بر جهان کامل دارای پنج مقدمه است:
1. خدا ایدهٔ جهان‌های کثیر نامتناهی را دارد.
2. تنها یکی از این جهانها در واقع می‌تواند وجود داشته باشد.
3. انتخاب خدا بر طبق اصل جهت کافی است به بیان دیگر خداوند دلیل دارد تا یک جهان یا جهان دیگری را انتخاب کند.
4. خدا خیر است.
5. بنابراین جهانی که خداوند برای تحقق انتخاب می‌کند، بهترین جهان ممکن است"[۱]

برای فهم بیشتر این استدلال، این پنج مقدمه می‌تواند در سه مقدمه بیان شود. گزاره اول و دوم بیان می‌کند که خداوند صرفاً می‌تواند یک جهان را از مقدار نامتناهی از جهان‌های ممکن انتخاب کند. گزاره‌های سوم و چهارم بیان می‌کنند که خداوند یک وجود کامل است و این که خداوند تصمیم‌هایش را بر اساس دلیل می‌گیرد. گزاره پایانی، که نتیجه هم هست بیان می‌کند که جهان موجود فعلی که توسط خدا انتخاب شده بهترین جهان ممکن است.
لایب نیتس از مسیحیت برای اعتبار دادن به همهٔ مقدمات استفاده می‌کند. چون مقدمه اول یعنی وجود خدا و نقش او بعنوان خالق این جهان در کتاب مقدس اثبات شده است. استدلال «یک عالم» ضرورتاً نمی‌تواند تنها به یک عالمی که می‌تواند وجود داشته باشد دلالت کند، چرا که این استدلال می‌تواند معنای عالم را به عنوان مجموعه‌ای از جهان‌های متکثر گسترش دهد که خداوند متعالی‌تر از این عالم است و این که این مجموعه بهترین جهان‌های ممکن است. مقدمه دوم هم اثبات شده است چرا که خداوند همیشه به کامل‌ترین و بهترین شیوه ممکن عمل می‌کند". نتیجه آن که انتخاب خداوند همیشه بهترین است و فقط وجود کامل می‌تواند تصمیم کامل در طی زمان بگیرد. حاصل آن که چون تمام مقدمات صادق‌اند آنگاه لایب نیتز نتیجه می‌گیرد که: «عالمی که خداوند برای وجود داشتن انتخاب کرده است، بهترین جهان‌های ممکن است».